# Filippo I Colonna
Filippo I Colonna (Roma, 1578 – 11 aprile 1639) fu un membro della famiglia principesca romana dei Colonna nel ramo di Paliano.

## Biografia

### Infanzia
Nacque nel 1578 da Fabrizio Colonna e Anna Borromeo e fu fratello di Marcantonio Colonna III.

### Matrimonio
Sposò nel 1597 Lucrezia Tomacelli-Cybo (Napoli 1576 - Genazzano 11 agosto 1622), figlia di don Giacomo Signore di Galatro e di Ippolita Ruffo dei conti di Sinopoli e duchi di Bagnaia.
Ebbe dieci figli, sette maschi e tre femmine.

### Ascesa

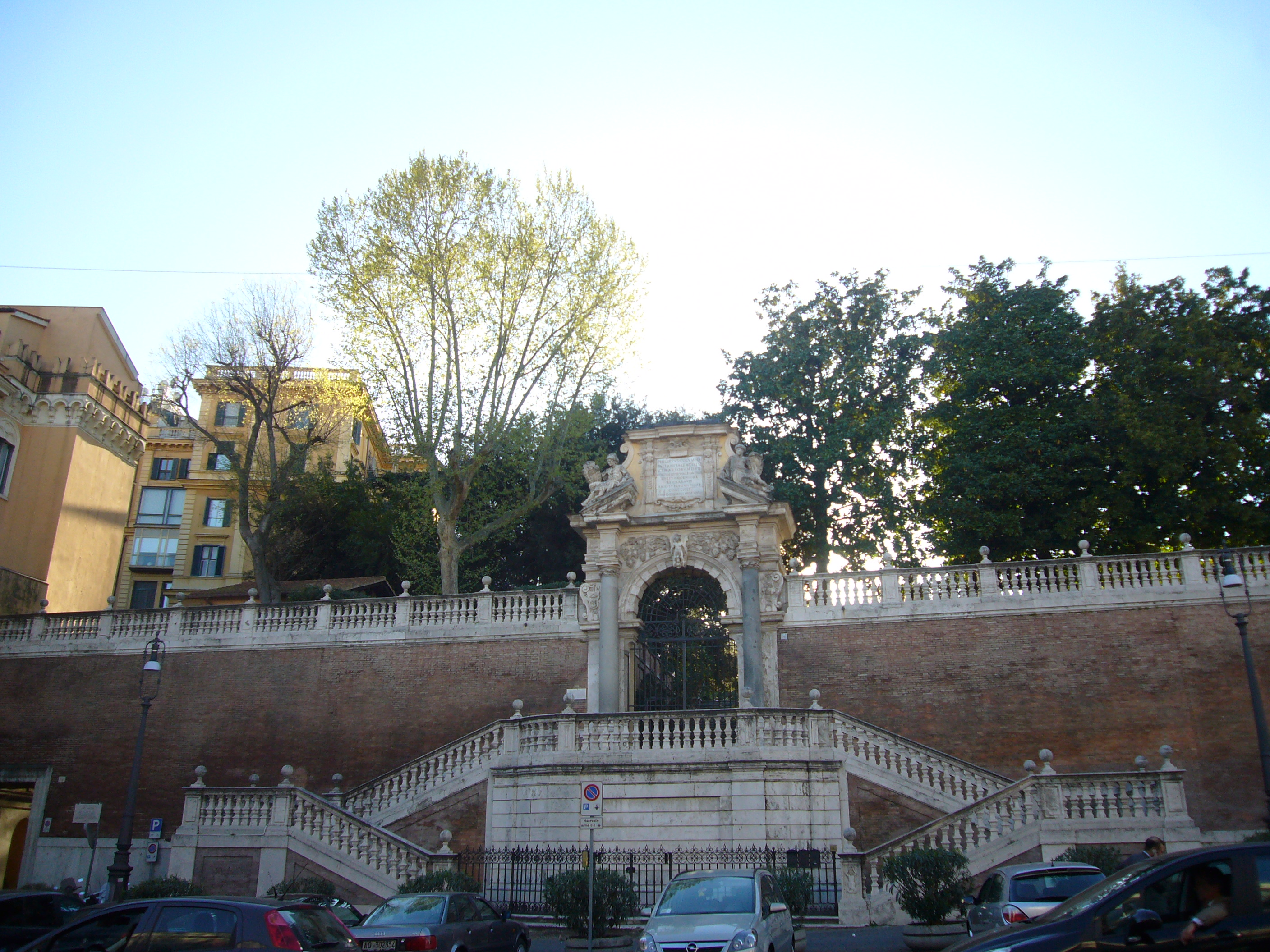
Ingresso ai giardini di Palazzo Colonna in via XXIV maggio a Roma, sormontato dall'iscrizione che ricorda gli interventi del duca Filippo (1618)

Alla morte del nipote quindicenne Marcantonio, gli succedette nei suoi titoli: VI Duca e Principe di Paliano, IV Duca di Tagliacozzo, III Duca di Marino, Gran Connestabile del Regno di Napoli, Conte di Ceccano, Marchese di Cave, Signore di Genazzano, Anticoli, Castro, Collepardo, Morolo, Piglio, Vico, Rocca di Cave, Rocca di Papa, e altre località.

### Morte
Il principe Filippo morì l'11 aprile 1639.

## Discendenza
Filippo Colonna e Lucrezia Tomacelli-Cybo ebbero undici figli:
- Ippolita, monaca agostiniana nel monastero di San Giuseppe de’ Ruffi a Napoli nel 1614, poi carmelitana scalza nel monastero di San Egidio a Roma dall'ottobre 1628, come suor Maria Teresa del Gesù (1598/1599 - 1676);
- Federico (1600 - all'assedio di Tarragona 25 settembre 1641)[3], sposò il 13 ottobre 1624 Margherita Branciforte d'Austria (19 marzo 1605[4] - 24 gennaio 1659), figlia di Don Francesco Branciforte Barresi e di Donna Juana d'Austria, figlia di Don Giovanni d'Austria[5]. Fu pretendente al titolo di Principe di Paliano, che il padre in eredità concesse al secondogenito maschio. Ebbe un figlio:
  - Antonio (1625 - 16 dicembre 1628), morto di epilessia in tenera età[6].
- Anna (1601 - 31 ottobre 1658), moglie di Don Taddeo Barberini Principe di Palestrina, poi co-fondatrice del monastero di Regina Coeli;
- Girolamo (1604-1666), cardinale, cavaliere dell'Ordine del Toson d'Oro;
- Carlo (1606-1686), monaco benedettino, arcivescovo di Amasia (1643), patriarca di Gerusalemme (1638);
- Marcantonio V (1608/1609-1659), duca di Paliano, cavaliere dell'Ordine del Toson d'Oro;
- Vittoria (11 aprile 1610 - 22 agosto 1675), co-fondatrice del monastero di Regina Coeli, del quale divenne badessa, come suor Chiara Maria della Passione;
- Giovanni Battista (c. 1611 - 8 aprile 1637), patriarca di Gerusalemme dal 1636;
- Prospero (28 dicembre 1613 - 5 aprile 1656), gran priore dell'Ordine di Malta;
- Pietro (battezzato il 12 dicembre 1616 - testò il 2 novembre 1643), abate di San Clemente in Pescara;
- Francesco, morto infante.[7].

## Ascendenza
|                                                 |   |                                          | Genitori                               |  |  | Nonni |  |  | Bisnonni                                   |  |  | Trisnonni                             |  |
|                                                 |   |                                          |                                        |  |  |       |  |  | Marcantonio Colonna, I principe di Paliano |  |  | Ascanio I Colonna, II duca di Paliano |  |
|                                                 |   |                                          |                                        |  |  |       |  |  | Marcantonio Colonna, I principe di Paliano |  |  | Ascanio I Colonna, II duca di Paliano |  |
|                                                 |   | Giovanna d'Aragona                       |                                        |  |  |       |  |  | Marcantonio Colonna, I principe di Paliano |  |  |                                       |  |
| Fabrizio Colonna di Paliano                     |   |                                          |                                        |  |  |       |  |  | Marcantonio Colonna, I principe di Paliano |  |  |                                       |  |
|                                                 |   | Felice Orsini                            | Girolamo Orsini, signore di Bracciano  |  |  |       |  |  |                                            |  |  |                                       |  |
|                                                 |   | Felice Orsini                            | Girolamo Orsini, signore di Bracciano  |  |  |       |  |  |                                            |  |  |                                       |  |
|                                                 |   | Felice Orsini                            | Francesca Sforza                       |  |  |       |  |  |                                            |  |  |                                       |  |
| Marcantonio III Colonna, II principe di Paliano |   | Felice Orsini                            |                                        |  |  |       |  |  |                                            |  |  |                                       |  |
|                                                 |   | Gilberto II Borromeo, VII conte di Arona | Federico I Borromeo, VI conte di Arona |  |  |       |  |  |                                            |  |  |                                       |  |
|                                                 |   | Gilberto II Borromeo, VII conte di Arona | Federico I Borromeo, VI conte di Arona |  |  |       |  |  |                                            |  |  |                                       |  |
|                                                 |   | Gilberto II Borromeo, VII conte di Arona | Veronica Visconti                      |  |  |       |  |  |                                            |  |  |                                       |  |
| Anna Borromeo                                   |   | Gilberto II Borromeo, VII conte di Arona |                                        |  |  |       |  |  |                                            |  |  |                                       |  |
|                                                 |   | Taddea dal Verme                         | Federico dal Verme                     |  |  |       |  |  |                                            |  |  |                                       |  |
|                                                 |   | Taddea dal Verme                         | Federico dal Verme                     |  |  |       |  |  |                                            |  |  |                                       |  |
|                                                 |   | Taddea dal Verme                         | Anna Schiner                           |  |  |       |  |  |                                            |  |  |                                       |  |
| Filippo I Colonna, IV principe di Paliano       |   | Taddea dal Verme                         |                                        |  |  |       |  |  |                                            |  |  |                                       |  |
|                                                 | … | …                                        |                                        |  |  |       |  |  |                                            |  |  |                                       |  |
|                                                 | … | …                                        |                                        |  |  |       |  |  |                                            |  |  |                                       |  |
|                                                 | … | …                                        |                                        |  |  |       |  |  |                                            |  |  |                                       |  |
| Fabio Damasceni                                 | … |                                          |                                        |  |  |       |  |  |                                            |  |  |                                       |  |
|                                                 |   | …                                        | …                                      |  |  |       |  |  |                                            |  |  |                                       |  |
|                                                 |   | …                                        | …                                      |  |  |       |  |  |                                            |  |  |                                       |  |
|                                                 |   | …                                        | …                                      |  |  |       |  |  |                                            |  |  |                                       |  |
| Felice Orsina Peretti-Damasceni                 |   | …                                        |                                        |  |  |       |  |  |                                            |  |  |                                       |  |
|                                                 |   | Giambattista Mignucci                    | …                                      |  |  |       |  |  |                                            |  |  |                                       |  |
|                                                 |   | Giambattista Mignucci                    | …                                      |  |  |       |  |  |                                            |  |  |                                       |  |
|                                                 |   | Giambattista Mignucci                    | …                                      |  |  |       |  |  |                                            |  |  |                                       |  |
| Maria Felice Mignucci Peretti                   |   | Giambattista Mignucci                    |                                        |  |  |       |  |  |                                            |  |  |                                       |  |
|                                                 |   | Camilla Peretti                          | Pietro Peretti                         |  |  |       |  |  |                                            |  |  |                                       |  |
|                                                 |   | Camilla Peretti                          | Pietro Peretti                         |  |  |       |  |  |                                            |  |  |                                       |  |
|                                                 |   | Camilla Peretti                          | Marianna di Camerino                   |  |  |       |  |  |                                            |  |  |                                       |  |
|                                                 |   | Camilla Peretti                          |                                        |  |  |       |  |  |                                            |  |  |                                       |  |